# Saari-Aavakaiju
Saari-Aavakaiju är en sjö i Gällivare kommun i Lappland och ingår i Luleälvens huvudavrinningsområde. Sjön har en area på 0,883 kvadratkilometer och ligger 459 meter över havet. Saari-Aavakaiju ligger i Sjaunja Natura 2000-område.

## Delavrinningsområde
Saari-Aavakaiju ingår i det delavrinningsområde (746926-167684) som SMHI kallar för Utloppet av Saari-Aavakaiju. Medelhöjden är 460 meter över havet och ytan är 4,79 kvadratkilometer. Det finns inga avrinningsområden uppströms utan avrinningsområdet är högsta punkten. Vattendraget som avvattnar avrinningsområdet har biflödesordning 3, vilket innebär att vattnet flödar genom totalt 3 vattendrag innan det når havet efter 274 kilometer. Avrinningsområdet består mestadels av sankmarker (76 procent). Avrinningsområdet har 1,09 kvadratkilometer vattenytor vilket ger det en sjöprocent på 22,7 procent.